# توري ديل بيناكو
توري ديل بيناكو هي بلدية يسكنها 2.832 من السكان بمقاطعة بيرونا، إيطاليا.

## جغرافيا
توري ديل بيناكو تبعد بمسافة 38 كيلومترات عن بيرونا وتقع في شمالها الغربي. وتقع بالساحل الفيروني لبحيرة جاردا.

## التاريخ
تاريخها مرتبط بتاريخ الساحل الشرقي لبحيرة جاردا وبيرونا.

## الأماكن ذات الأهمية

### الكنائس
- كنيسة سان ماركو، القرن السابع.
- كنيسة القديس غريغوريوس، القرن الثاني عشر.
- كنيسة سانتيسيما ترينيتا آل بورتو، القرن الخامس عشر.
- كنيسة الرعية، القرن الثامن عشر.
- كنيسة سان مارتينو، القرن الثامن عشر.